# 宝塚市立逆瀬台小学校
宝塚市立逆瀬台小学校（たからづかしりつ さかせだいしょうがっこう）は、兵庫県宝塚市逆瀬台6丁目に所在する公立小学校。

## 沿革
- 1977年（昭和52年）4月1日 - 宝塚市立西山小学校から分離して開校。

## 通学区域
- 大字小林、光ガ丘1丁目、2丁目、青葉台1丁目、2丁目、逆瀬台1丁目～6丁目、ゆずり葉台1丁目～3丁目[1]

※卒業後は基本的に宝塚市立光ガ丘中学校に進学する。

## 著名な出身者
- 小園海斗 (プロ野球選手)
- 武知海青 (THE RAMPAGE from EXILE TRIBE)

## 通学区域が隣接している学校
- 宝塚市立西山小学校
- 宝塚市立宝塚第一小学校
- 西宮市立生瀬小学校
- 西宮市立山口小学校